# Gyrus praecentralis

Lage des Gyrus praecentralis (rot)

Der Gyrus praecentralis ist die auf dem Frontallappen des Großhirns vor der Zentralfurche (Sulcus centralis) gelegene Windung (Gyrus).
Seine herausragende Bedeutung beim Menschen hat sie als Ort der unmittelbaren Bewegungssteuerung, der sogenannten Primär-motorischen Rinde. Dem Gyrus praecentralis wird gemäß der auf histologischen Kriterien aufbauenden Brodmann-Einteilung die Area 4 zugeordnet. Sie wird auch als Area gigantopyramidalis bezeichnet. Von ihr nimmt die Pyramidenbahn ihren Ausgang.
Eine Schädigung kann zum Mantelkantensyndrom führen.